# علی سلیمان
علی سلیمان (عربی: علي سليمان؛ زادهٔ ۱۰ اکتبر ۱۹۷۷) بازیگر تئاتر و سینما اسرائیلی-عرب است. وی از سال ۲۰۰۳ میلادی تاکنون مشغول فعالیت بوده‌است.
از فیلم‌ها یا برنامه‌های تلویزیونی که وی در آن نقش داشته‌است می‌توان به اینک بهشت، پادشاهی، یک مشت دروغ، عروس سوریه‌ای، ارث، حمله، تنها بازمانده، آرتور شاه و پرواز به خانه اشاره کرد.